# Trois couleurs: Rouge
Trois couleurs: Rouge (Brasil: A Fraternidade É Vermelha / Portugal: Três Cores: Vermelho) é um filme polonês, francês e suíço de 1994, do gênero drama, dirigido pelo cineasta polonês Krzysztof Kieślowski.
É o terceiro filme da trilogia das cores, baseada nas três cores da bandeira francesa e nas três palavras do lema da Revolução Francesa - liberdade, igualdade e fraternidade. O filme completa a trilogia e trata do ideal da fraternidade.

## Sinopse
Valentine está dirigindo seu carro de volta para casa quando atropela algo em seu caminho. Ao descer do veículo, encontra uma cachorrinha ferida, com o endereço de seu dono na coleira. Assim, ela passa a conhecer a pessoa que iria alterar o curso de sua vida: um juiz aposentado, que termina seus dias espionando as conversas telefônicas de seus vizinhos. Por trás deste estranho comportamento, está o enigma de um homem cujo motivo vital é tomar posse da intimidade daquelas pessoas e acompanhar passo a passo o desenrolar de seus destinos.

## Elenco
- Irène Jacob.... Valentine
- Jean-Louis Trintignant.... juiz
- Frédérique Feder… Karin
- Jean-Pierre Lorit.... Auguste
- Samuel de Freitas.... fotógrafo
- Marion Stalens.... veterinário
- Teco Celio.... barman
- Leonardo Gabardo.... vizinho
- Juliette Binoche.... Julie
- Zbigniew Zamachowski.... Karol Karol
- Benoít Régent.... Olivier

## Principais prêmios e indicações
Oscar 1995 (EUA)
- Indicado nas categorias de melhor diretor, melhor roteiro original (Krzysztof Piesiewicze e Krzysztof Kieślowski) e melhor fotografia (Piotr Sobocinski).

BAFTA 1995 (Reino Unido)
- Indicado nas categorias de melhor filme em língua não inglesa, melhor atriz (Irène Jacob), melhor roteiro adaptado e melhor diretor (Prêmio David Lean).

Globo de Ouro (EUA)
- Indicado na categoria de melhor filme estrangeiro (Polônia e Suíça).

Festival de Cannes 1994 (França)
- Indicado à Palma de Ouro.

Prêmio César 1995 (França)
- Venceu na categoria de melhor música para cinema.
- Indicado na categoria de melhor filme, melhor diretor, melhor ator (Jean-Louis Trintignant), melhor atriz (Irène Jacob), melhor som e melhor roteiro - original ou adaptado.

Prêmio Bodil 1994 (Dinamarca)
- Venceu na categoria de melhor filme em língua estrangeira.

Independent Spirit Award 1995 (EUA)
- Venceu na categoria de melhor filme estrangeiro (França, Polônia e Suíça).